# Biserica greco-catolică din Elisabetin, Timișoara
Biserica „Sfânta Maria Regina Păcii și a Unității” este biserica parohială din cartierul Elisabetin din Timișoara, aparținând cultului greco-catolic. Hramul bisericii se sărbătorește în 5 august, dată care a fost aleasă în urma unui mesaj primit de la Preacurata de la Medugorje.

## Descriere
Biserica este amplasată în parcul Doina, pe strada Gheoghe Doja.
Lucrările de construcție au început în anul 2001. În 16 iunie 2003 are loc inaugurarea capelei de la demisol, în care, începând din decembrie 2003 se țin slujbe religioase regulate. Terminarea construcției în roșu au avut loc în octombrie 2005. În anul 2007 s-a amenajat subsolul: capela, sala de cateheza și cele doua birouri de consiliere și s-au montat geamurile și ușile la nivelul principal.

## Inaugurarea
Sfințirea bisericii a avut loc în 25 mai 2008. La slujba de sfințire au participat Nunțiul Apostolic, Excelența Sa Mons. Francisco-Javier Lozano, Mitropolitul ortodox al Banatului ÎPS Nicolae Corneanu, Episcopul greco-catolic al Lugojului PS Alexandru Mesian, Episcopul romano-catolic al Timișoarei PS Martin Roos, protopopii greco catolici din Timișoara, Arad și Oravița, trimisul oficial al parohiei din Medugorje pr. Francesco Rizzi și pr. Cristian Augustin din Roma, Maica Rozaria (fondatoarea Comunității „Fiii Milostivirii Divine”) și primarul Gheorghe Ciuhandu.
La inaugurare, Mitropolitul Nicolae Corneanu a făcut un gest controversat, cerând permisiunea de a se împărtăși. Ca răspuns, Excelența sa Mons. Francisco-Javier Lozano, conform tradiției, i-a dat în mână Înalt Preasfinției Sale Nicolae Sfântul Trup, după care i-a fost înmânat potirul cu Sângele Domnului din care Înalt Preasfinția Sa Nicolae s-a împărtășit singur.

## Imagini

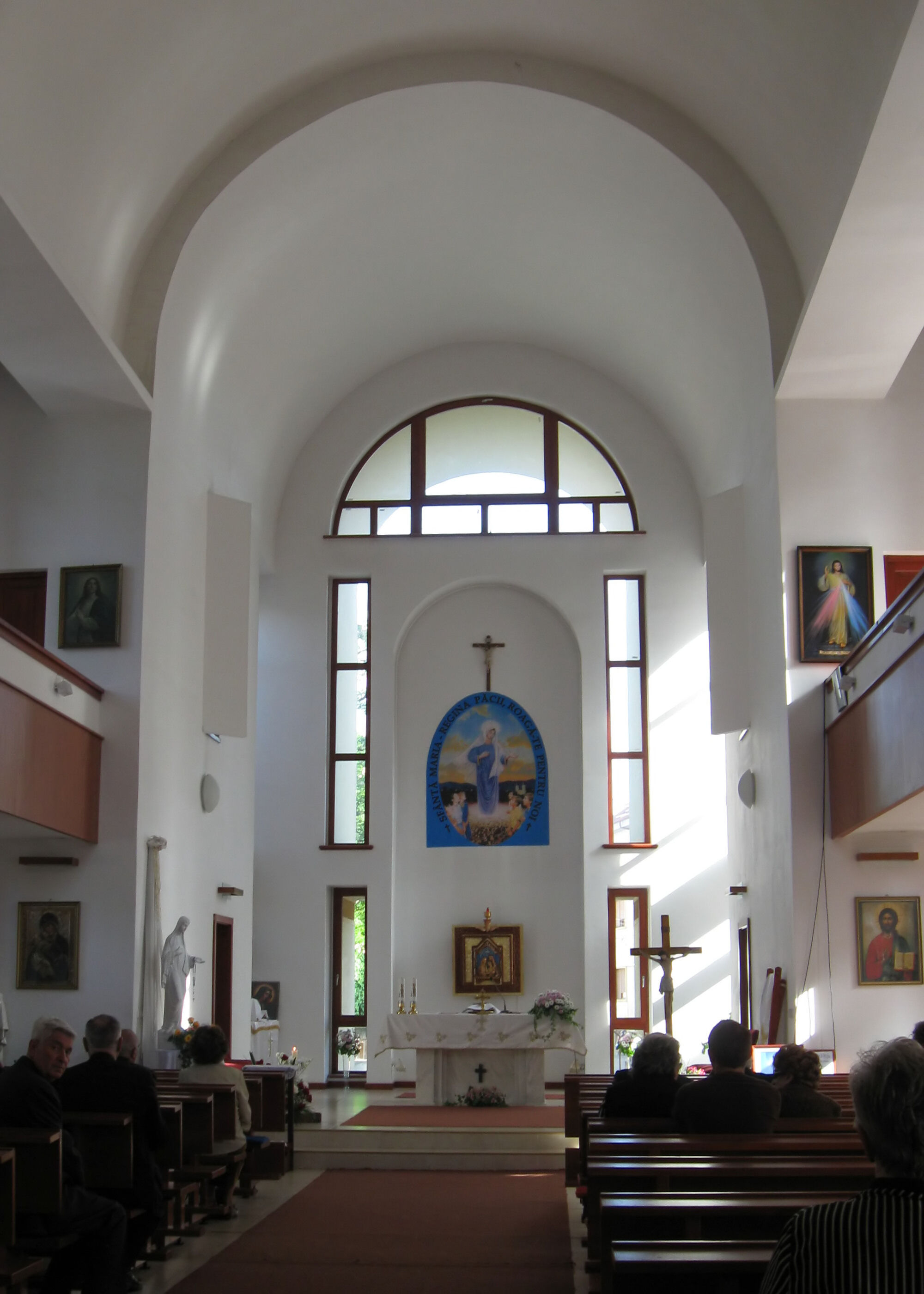
Interior
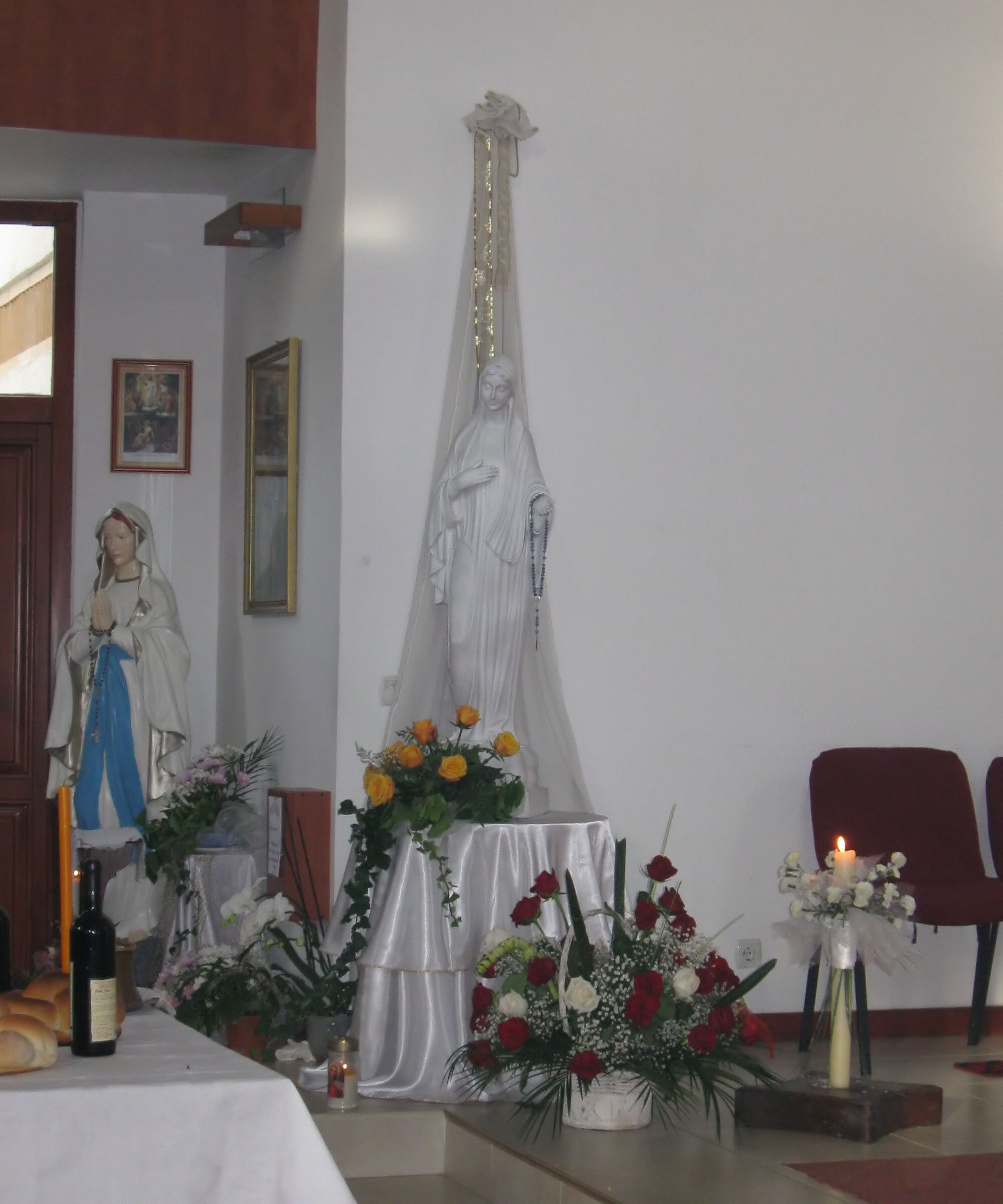
Interior
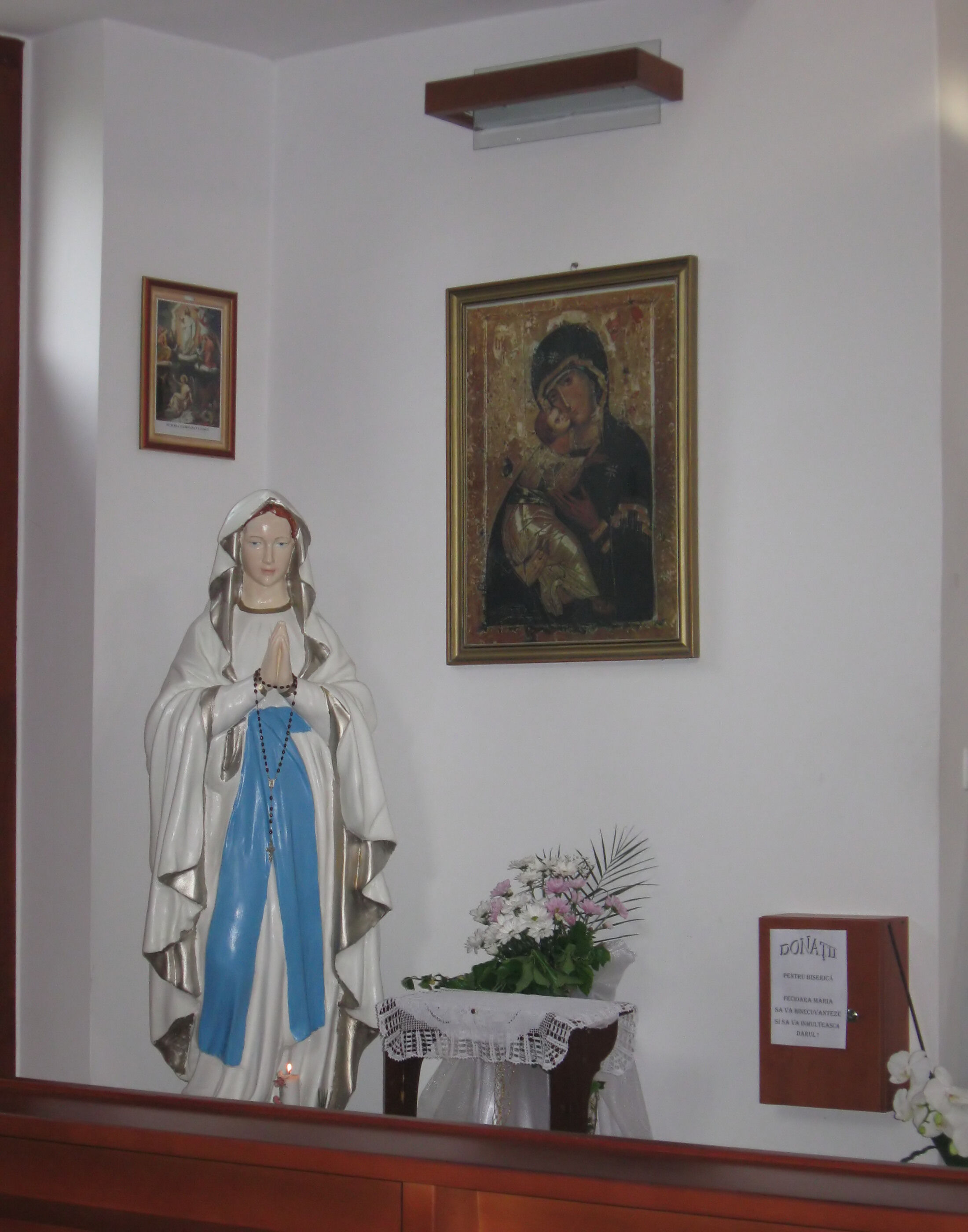
Interior
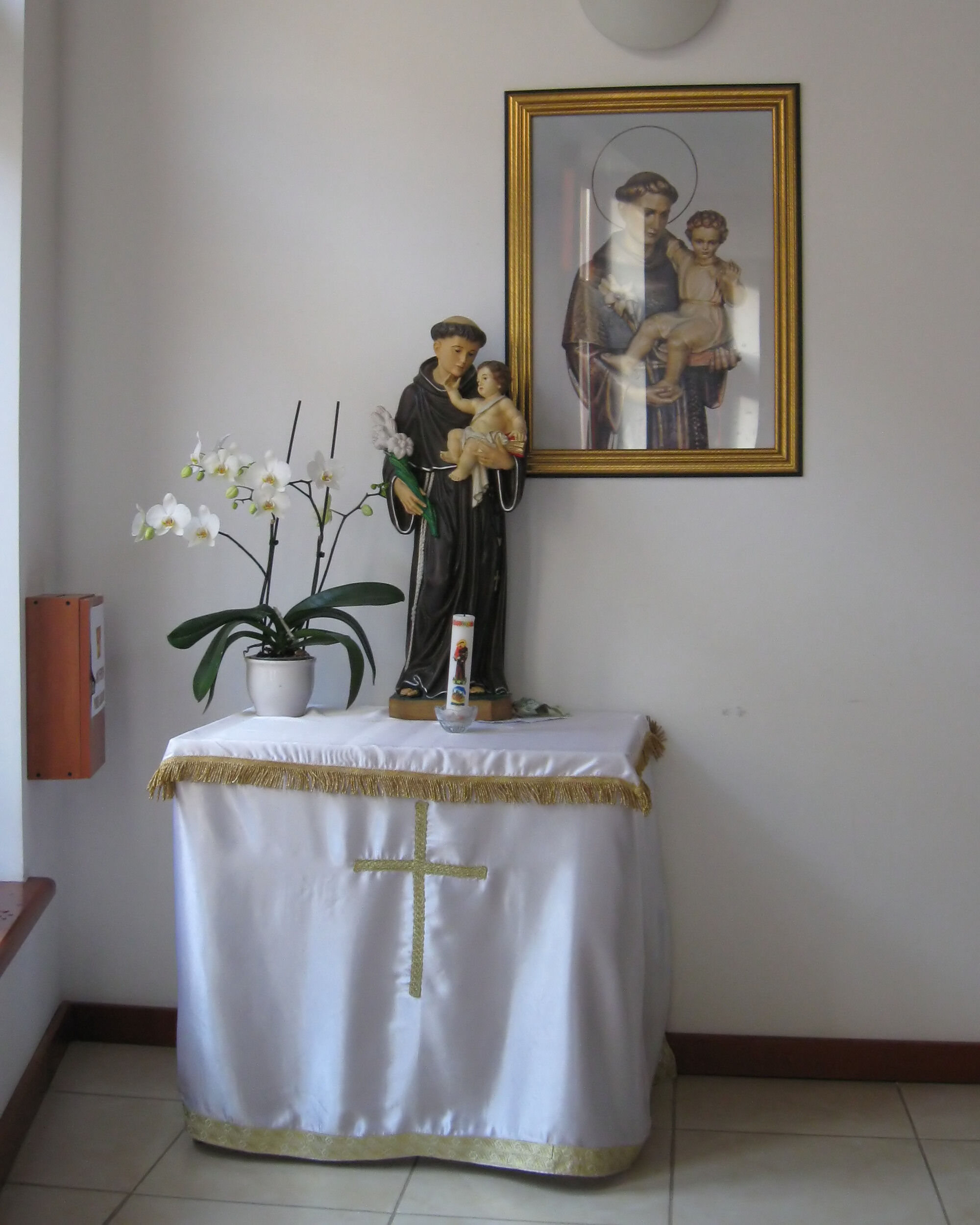
Interior